# Kung Fu Yoga – Der goldene Arm der Götter
Kung Fu Yoga – Der goldene Arm der Götter (Originaltitel: chinesisch 功夫瑜伽, Pinyin Gōngfu yújiā, Jyutping Gung1fu1 jyu4gaa1) ist eine Abenteuer-Actionkomödie aus dem Jahr 2017 von Stanley Tong, der auch das Drehbuch verfasste. In der Hauptrolle ist Jackie Chan zu sehen, der auch als Produzent fungierte.

## Handlung
Der renommierte Professor für Archäologie am Terrakotta-Krieger-Museum in Xi’an Jack kontaktiert die junge indische Professorin Ashmita vom National Museum Institute in Rajasthan, um mit ihr den Magadha-Schatz in Tibet zu bergen. Das Team wird durch Jones Lee, Xiaoguang, Kyra und Noumin verstärkt. Dank modernster Technologie stoßen sie auf dem Grund eines zugefrorenen See auf den Schatz. Bei der Bergung des Schatzes fällt eine Söldner-Gruppe über sie her, angeführt von Randall, die den Schatz erfolgreich ergaunern können. Jacks Team kann aber fliehen. Jones schaffte es in der Unruhe, sich selbst etwas vom Schatz einzustecken.
Zwei Wochen später taucht das 212-Karat-Diamantartefakt in Dubai auf und soll auf dem Schwarzmarkt versteigert werden. Um seinen Job zu retten, versucht Jack das Artefakt mit Hilfe eines reichen Freundes zurückzubekommen. Er gewinnt zwar die Auktion, allerdings erscheint Randall wieder mit seinen Schlägern und will das Artefakt an sich bringen. Dank seiner Übermacht gelingt es ihm tatsächlich auch. Während der anschließenden Verfolgungsjagd entreißt Ashmita es Randall wieder. Mit dem Artefakt in ihrem Besitz flieht sie. Jack kann sie ausfindig machen und findet heraus, dass sie nicht die ist, für die sie sich ausgibt, sondern die jüngste Nachfahrin des Magadha-Königshauses ist. Sie erklärt ihm, dass das Diamantartefakt in ihrer Familienchronik als das Auge von Shiva bekannt ist und der Schlüssel zu einem immensen Schatz ist, der irgendwo versteckt ist.
Daher bittet sie Jack, ihr zu helfen, den eigentlichen Schatz zu finden und ihn vor Randalls Söldnern zu schützen. Bei ihren Nachforschungen finden sie heraus, dass das Artefakt Teil eines Zepters ist, das einen Kartenraum öffnen kann, der unter Verwendung von Vastu Shastra und astronomischen Positionen dieser Zeit in einem geschlossenen Teil eines heiligen Tempels gebaut wurde. Jack und Ashmita werden von Randall gefangen genommen und dieser verlangt von den beiden, ihm bei der Suche danach zu helfen, da dieser Schatz seiner Familie gehöre. Sie finden tatsächlich den Kartenraum. Um weiterzukommen, müssen sie nun Rätsel lösen, eine falsche Antwort kann es sie aber das Leben kosten.
Sie erreichen einen unterirdischen Shiva-Tempel aus Gold, verborgen von einem Wasserfall. Randalls Söldner machen sich sofort an die Aufgabe, Edelsteine und Diamanten aus der Tempeldekorationen zu plündern. Als sie den Schatz finden, sind sie allerdings enttäuscht. Anstelle von Reichtümern handelt es sich um Skripte über Medizin, Buddhismus und mechanischen Strukturen. Randall ist dazu bereit, den kompletten Tempel zu zerstören, aber Jack, Ashmita und ihr Team kämpfen gegen ihn, um dies zu verhindern. Jack schafft es schließlich, ihm im Zweikampf zu besiegen. Währenddessen kommt eine Gruppe von Sannyasis durch die neu geschaffene Öffnung über der Erde in den Tempel herunter. Als sie die Pracht der Gottheit im unterirdischen Tempel sehen, beginnen sie vor Freude zu singen und zu tanzen. Dies veranlasst sowohl Randalls Söldner als auch Jacks Gruppe mit dem Kämpfen aufzuhören und ebenfalls zu feiern.

## Hintergrund

### Produktion
Der Film entstand im isländischen Skaftafell-Nationalpark, in Dubai, in Peking sowie in den indischen Städten Jaipur für die Aufnahmen im Amer Fort und in Jodhpur für die Szenen im Umaid-Bhavan-Palast, beide im Bundesstaat Rajasthan. Die Drehzeit erstreckte sich vom September 2015 bis Oktober 2015 in China und Dubai, ab Dezember 2015 starteten die Dreharbeiten in Indien. Die letzte Klappe fiel im Mai 2016.

### Veröffentlichung
Ende der Januar 2017 erschien der Film weltweit. Am 28. September 2017 startete der Film in Deutschland in den Videoverleih. Bei einem Budget von 65 Mio. US-Dollar spielte der Film bisher 257 Mio. US-Dollar ein.

## Rezeption
„Abenteuerkomödie, die ‚Indiana Jones‘-Motive mit Klamauk und Kung-Fu-Akrobatik mischt. Ein albern-routinierter Spaß, dem der Schulterschluss von chinesischer und indischer Filmtradition nur bedingt gelingt.“

Actionfreunde bemängelt, dass wenig Spannung aufkommt. Er wirkte „immer ein wenig zu behäbig, zu langsam und vor allem fehlen ihm Figuren, denen man gerne auf diesen Trip folgt“. Bis auf die Performance von Chan werden die anderen Charakterdarsteller als blass bezeichnet. Weiter wird bemängelt, dass es keinen richtig bösen Antagonisten gibt. Negativ stoßen außerdem die aus Hindi-Filmen bekannten Tanzszenen auf. Final werden 4 von 10 Punkten vergeben.
Auf Rotten Tomatoes erhielt der Film von Kritikern aufgrund von 23 Reviews eine Wertung von 48 %. Im Audience Score, der Zuschauerwertung auf Rotten Tomatoes konnte der Film bei weniger als 50 Stimmen eine Wertung von 31 % erreichen. In der Internet Movie Database hat der Film bei über 10.000 Stimmenabgaben eine Wertung von 5,1 von 10,0 möglichen Sternen.